# Hailey Bieber
Hailey Rhode Bieber (leánykori nevén Hailey Rhode Baldwin) (Tucson, Arizona, 1996. november 22. –) amerikai modell, Stephen Baldwin lánya. Férje a híres énekes, Justin Bieber.

## Élete
1996. november 22-én született Tucsonban. Édesapja a színész Stephen Baldwin, édesanyja pedig Kennya Deodato, aki Eumir Deodato zenész lánya. Van egy testvére, Alaia, ő szintén modellkedik. Nagybátyja Alec Baldwin és William Baldwin. Férje Justin Bieber. 
2014-ben vált ismertté: a Topshop modelljeként. Reklámozta már a Guess-t, a H&M-et, a Fendit és a Carolina Herrara-t is. A Max Mara arca és a Bare Minerals szépségnagykövete.